# Walerij Bykow
Walerij Aleksiejewicz Bykow (ros. Валерий Алексеевич Быков, ur. 19 grudnia 1938 w Kujbyszewie) – radziecki działacz państwowy i gospodarczy.

## Życiorys
W 1961 ukończył Kujbyszewski Instytut Industrialny i został inżynierem mechanikiem i asystentem katedry "Maszyny i Aparaty Produkcji Chemicznej" w tym instytucie, od 1964 pracował jako mechanik w rafinerii ropy naftowej w Kiriszach. Od 1966 należał do KPZR, w latach 1967-1968 był inspektorem działu chemicznego Północno-Zachodniego Okręgu Gosgortechnadzora ZSRR w Kiriszach, później (1968-1971) zastępcą głównego mechanika rafinerii ropy naftowej w Kiriszach. W latach 1971–1976 był dyrektorem zakładu biochemicznego w Kiriszach, kolejno w latach 1976-1979 I sekretarzem Komitetu Miejskiego KPZR w Kiriszach, a w latach 1979-1985 kierownikiem sektora przemysłu mikrobiologicznego Wydziału Przemysłu Chemicznego KPZR. W 1985 szefem Głównego Zarządu Przemysłu Mikrobiologicznego przy Radzie Ministrów ZSRR. Od listopada 1985 do lipca 1989 zajmował stanowisko ministra przemysłu medycznego i mikrobiologicznego ZSRR, od lipca 1989 do kwietnia 1991 ministra przemysłu medycznego ZSRR, w 1991 został dyrektorem generalnym Zjednoczenia Naukowo-Badawczego Wszechrosyjskiego Instytutu Roślin Leczniczych i Aromatycznych, od 25 lutego 1986 do 2 lipca 1990 był członkiem Centralnej Komisji Rewizyjnej KPZR. Odznaczony Orderem Czerwonego Sztandaru Pracy.